# Kavoshgar
Kavoshgar è un razzo-sonda iraniano, che è stato usato durante il decennio del 2010 per condurre esperimenti biologici a gravità zero. Fra il 2011 e il 2013 è stato usato quattro volte per testare la capsula biologica Pishgam. L'ultimo volo ha portato ad un'altitudine di 120 chilometri una scimmia che è stata recuperata viva.

## Caratteristiche
Il Kavoshgar è un razzo a propellente solido basato sul missile balistico a medio raggio Shahab-3. La prima versione, chiamata classe A, fu lanciata nell’ottobre del 2006 e raggiunse l'altezza di 10 Km. La seconda versione, chiamata classe B, fu lanciata per la prima volta nel novembre del 2008. La terza versione, chiamata classe C, fu lanciata per la prima volta nel marzo 2011.

## Utilizzo
Per raggiungere l'obiettivo annunciato dai funzionari iraniani di lanciare un uomo nello spazio nel decennio del 2020, l'Agenzia spaziale iraniana ha sviluppato dal 2002 una capsula biologica, chiamata Pishgam, comprendente un sistema di supporto vitale (rinnovo dell'atmosfera, mantenimento della temperatura, pressione e umidità), sensori per monitorare lo stato di salute del suo occupante, dispositivi di smorzamento dell'accelerazione e di recupero (paracadute). La capsula, con una massa di 60 kg, era stata progettata per essere in grado di trasportare una scimmia con una massa compresa tra 2,5 e 4 chilogrammi. 
Questa capsula venne testata quattro volte tra il 2011 e il 2013, utilizzando un razzo Kavoshgar di tipo C. Negli ultimi tre lanci la capsula aveva una scimmia a bordo. Il primo volo con una scimmia, che ebbe luogo nel settembre 2011, non ebbe successo perché la capsula si schiantò al suolo al rientro, uccidendo l'animale. Il lancio successivo, nel settembre 2012, fallì. L'ultimo volo, che ebbe luogo nel gennaio 2013, trasportava una scimmia Macaca mulatta di 3 anni. Questa venne recuperata viva dopo un volo suborbitale che raggiunse un'altitudine di 120 chilometri.

## Lanci
| № | Data             | Versione del razzo | Altezza raggiunta | Obiettivo                                  | Esito          |
| - | ---------------- | ------------------ | ----------------- | ------------------------------------------ | -------------- |
| 1 | 26 novembre 2008 | Tipo B             | 40 Km             | Lancio e recupero di una capsula biologica | Successo       |
| 2 | 3 febbraio 2010  | Tipo B             | 55 Km             | Lancio e recupero di una capsula biologica | Successo       |
| 3 | 15 marzo 2011    | Tipo C             | 135 Km            | Lancio e recupero di una capsula biologica | Successo       |
| 4 | 7 settembre 2011 | Tipo C             | 120 Km            | Invio di una scimmia nello spazio          | Fallimento     |
| 5 | 8 settembre 2012 | Tipo C             | 1 Km              | Invio di una scimmia nello spazio          | Lancio fallito |
| 6 | 28 gennaio 2013  | Tipo C             | 120 Km            | Invio di una scimmia nello spazio          | Successo       |